# Boxa als Jocs Olímpics d'estiu de 1980
En els Jocs Olímpics d'Estiu de 1980 celebrats a la ciutat de Moscou (Unió Soviètica) es disputaren 11 proves de boxa, totes elles en categoria masculina. La competició es dugué a terme entre el dia 20 de juliol i el 2 d'agost de 1980 a l'Estadi Olimpiski. En la competició de boxa participaren un total de 271 boxadors de 51 comitès nacionals diferents.

## Resum de medalles
| Prova     | Or                | Argent                | Bronze               |
| - 48 kg   | Shamil Sabirov    | Hipólito Ramos        | Li Byong-Uk          |
| - 48 kg   | Shamil Sabirov    | Hipólito Ramos        | Ismail Mustafov      |
| - 51 kg   | Petar Lesov       | Viktor Miroshnichenko | Hugh Russell         |
| - 51 kg   | Petar Lesov       | Viktor Miroshnichenko | János Váradi         |
| - 54 kg   | Juan Hernández    | Bernardo Piñango      | Michael Anthony      |
| - 54 kg   | Juan Hernández    | Bernardo Piñango      | Dumitru Cipere       |
| - 57 kg   | Rudi Fink         | Adolfo Horta          | Krzysztof Kosedowski |
| - 57 kg   | Rudi Fink         | Adolfo Horta          | Viktor Rybakov       |
| - 60 kg   | Ángel Herrera     | Viktor Demyanenko     | Kazimierz Adach      |
| - 60 kg   | Ángel Herrera     | Viktor Demyanenko     | Richard Nowakowski   |
| - 63.5 kg | Patrizio Oliva    | Serik Konakbaev       | Jose Aguilar         |
| - 63.5 kg | Patrizio Oliva    | Serik Konakbaev       | Anthony Willis       |
| - 67 kg   | Andrés Aldama     | John Mugabi           | Karl-Heinz Krüger    |
| - 67 kg   | Andrés Aldama     | John Mugabi           | Kazimierz Szczerba   |
| - 71 kg   | Armando Martínez  | Aleksandr Koshkyn     | Jan Franek           |
| - 71 kg   | Armando Martínez  | Aleksandr Koshkyn     | Detlef Kästner       |
| - 75 kg   | José Gómez        | Viktor Savchenko      | Jerzy Rybicki        |
| - 75 kg   | José Gómez        | Viktor Savchenko      | Valentin Silaghi     |
| - 81 kg   | Slobodan Kacar    | Pawel Skrzecz         | Herbert Bauch        |
| - 81 kg   | Slobodan Kacar    | Pawel Skrzecz         | Ricardo Rojas        |
| + 81 kg   | Teófilo Stevenson | Piotr Zaev            | Jürgen Fanghänel     |
| + 81 kg   | Teófilo Stevenson | Piotr Zaev            | István Lévai         |

## Medaller
| Posició | País           | Or | Argent | Bronze | Total |
| 1       | Cuba           | 6  | 2      | 2      | 10    |
| 2       | Unió Soviètica | 1  | 6      | 1      | 8     |
| 3       | RDA            | 1  | 0      | 5      | 6     |
| 4       | Bulgària       | 1  | 0      | 1      | 2     |
| 5       | Itàlia         | 1  | 0      | 0      | 1     |
| 5       | Iugoslàvia     | 1  | 0      | 0      | 1     |
| 7       | Polònia        | 0  | 1      | 4      | 5     |
| 8       | Uganda         | 0  | 1      | 0      | 1     |
| 8       | Veneçuela      | 0  | 1      | 0      | 1     |
| 10      | Hongria        | 0  | 0      | 2      | 2     |
| 10      | Romania        | 0  | 0      | 2      | 2     |
| 11      | Corea del Nord | 0  | 0      | 1      | 1     |
| 11      | Guyana         | 0  | 0      | 1      | 1     |
| 11      | Irlanda        | 0  | 0      | 1      | 1     |
| 11      | Regne Unit     | 0  | 0      | 1      | 1     |
| 11      | Txecoslovàquia | 0  | 0      | 1      | 1     |